# Нововолодимирівка (Кам'янець-Подільський район)
Нововолоди́мирівка — село в Україні, у Кам'янець-Подільському районі Хмельницької області.

## Назва
Селу дали назву в кращих традиціях соціалізму. «Володимирівка» - називали на честь вождя Володимира Улянова, а «Ново-» як символ того, шо жити в радянський період мешканці села точно будуть по-новому.

## Географія
Подільське село Нововолодимирівка розкинулось на подільській височині в південно-західній частині України. Майже впритул до села підходить невеличкий лісок.

## Історія
Нововолодимирівка в офіційних письмових документах вперше зафіксована в 1956 році. За іншими даними село засновано 1926 року, коли частину людей виселили зі села Ніверка та надали по 40 соток землі.
З 1991 року в складі незалежної України.
1993 року надано статус четвертої зони посиленого радіоекологічного контролю. Епіцентр радіаційного забруднення знаходиться в лісі неподалік Нововолодимирівки.
У лютому 2010 року цей статус зняли, проте селяни, які проживають Нововолодимирівкі, виходять на пенсію як чорнобильці, хоч і без належних пільг.
24 грудня 2019 року шляхом об'єднання сільських рад Кам'янець-Подільського району село Нововолодимирівка увійшло до складу Орининської сільської громади, до цього органом місцевого самоврядування була Шустовецька сільська рада.

## Населення
Населення села у 1989 році становило 50 осіб.
За даними 1998 року в селі було 24 двори, 48 мешканців.
У 2011 році 17 дворів і 28 жителів.

## Економіка
Сільські паїв орендує філія «Кам'янець-Подільська» ТОВ СП «Нібулон».

## Природоохоронні території
Село лежить у межах національного природного парку «Подільські Товтри».

## Галерея

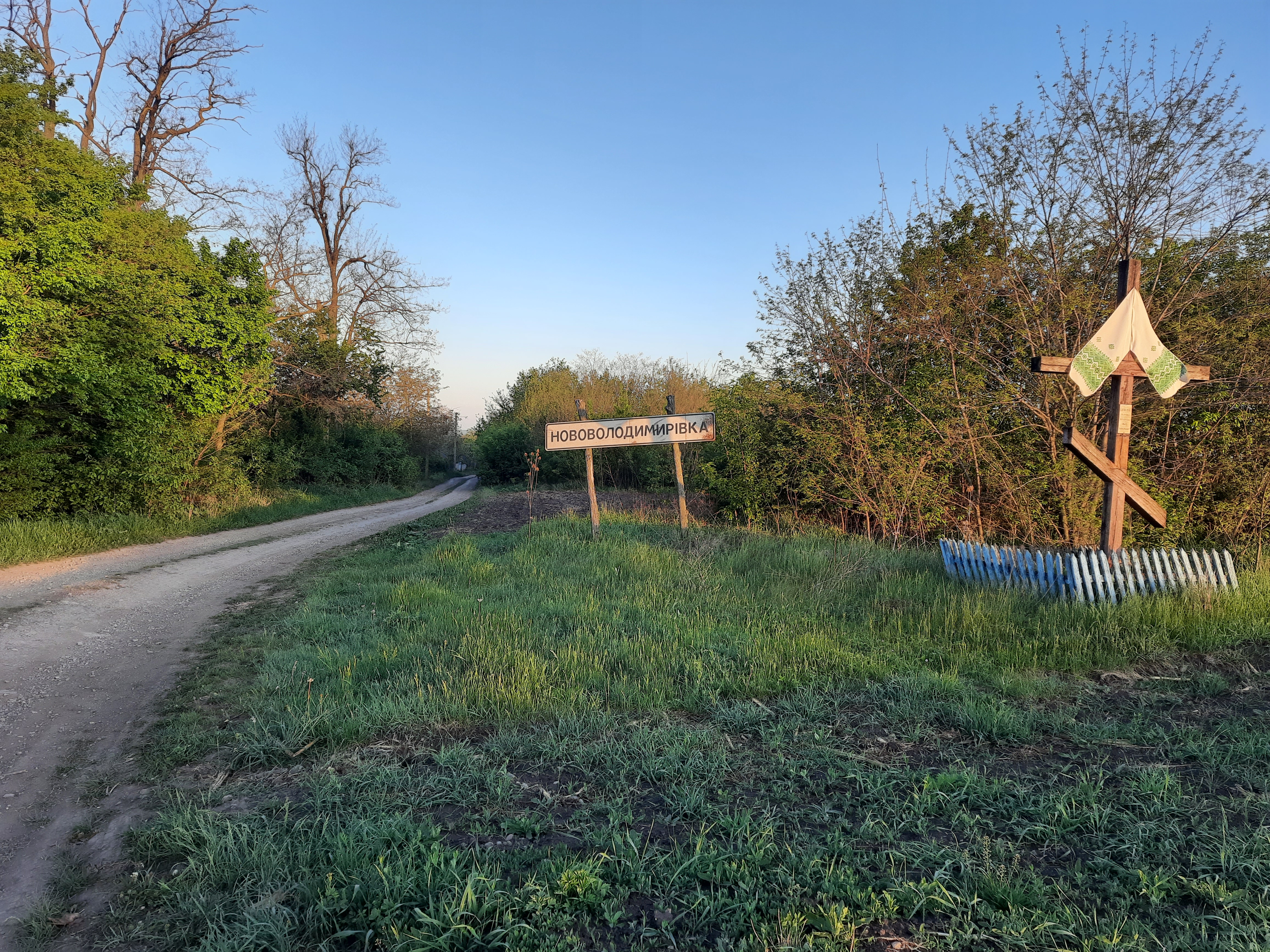
В'їзд у село
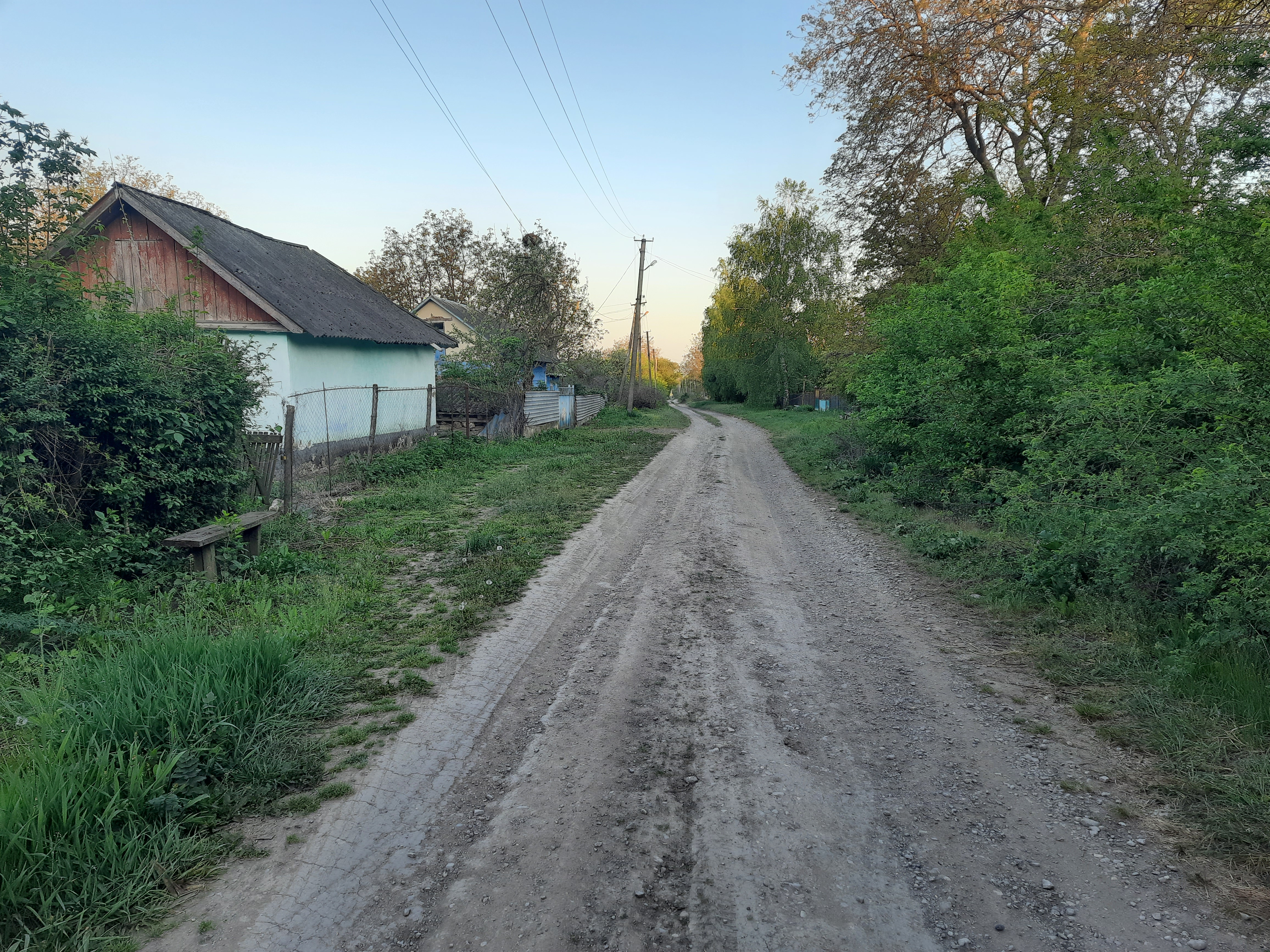
Сільська вулиця
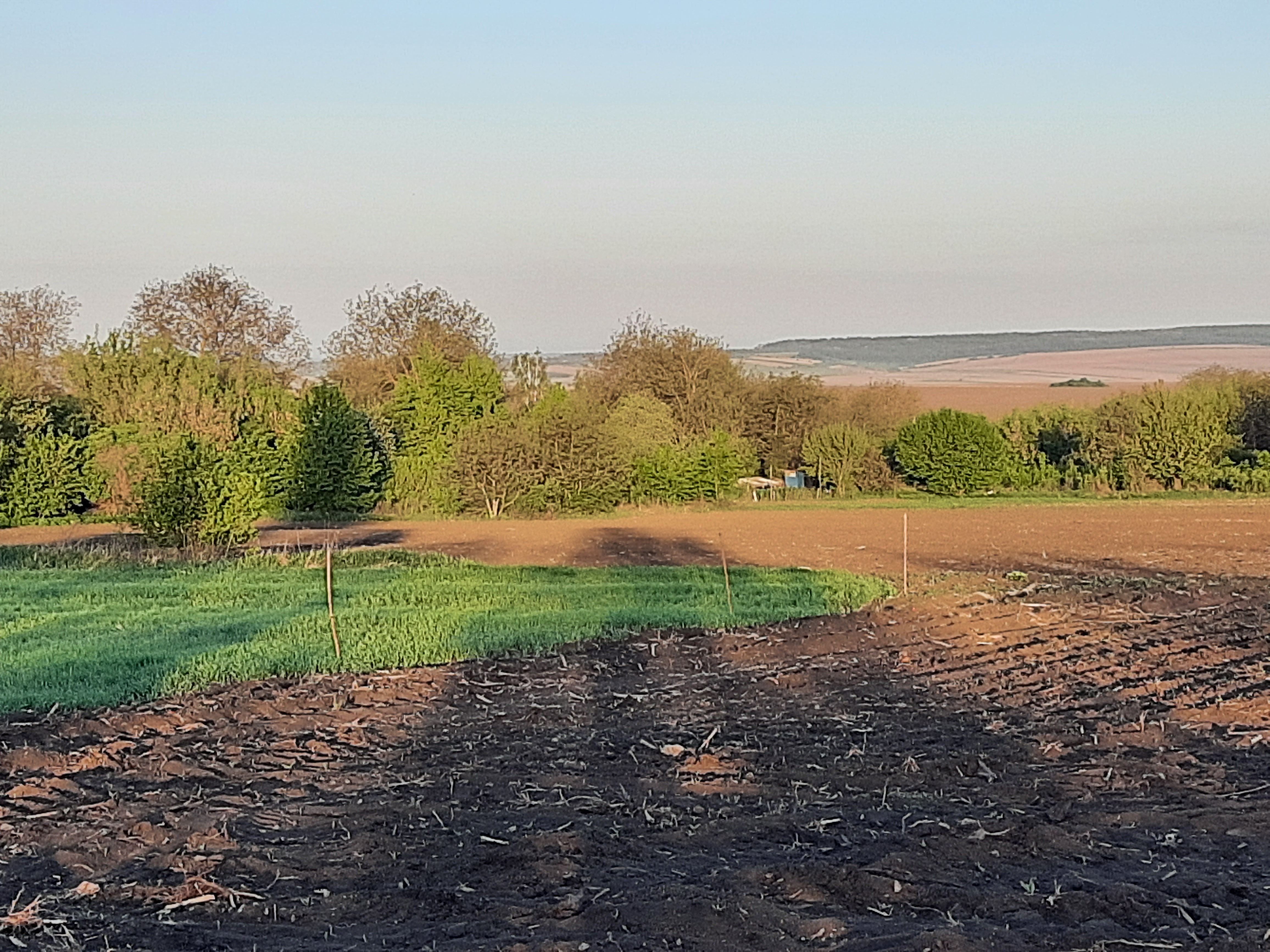
Сільський краєвид
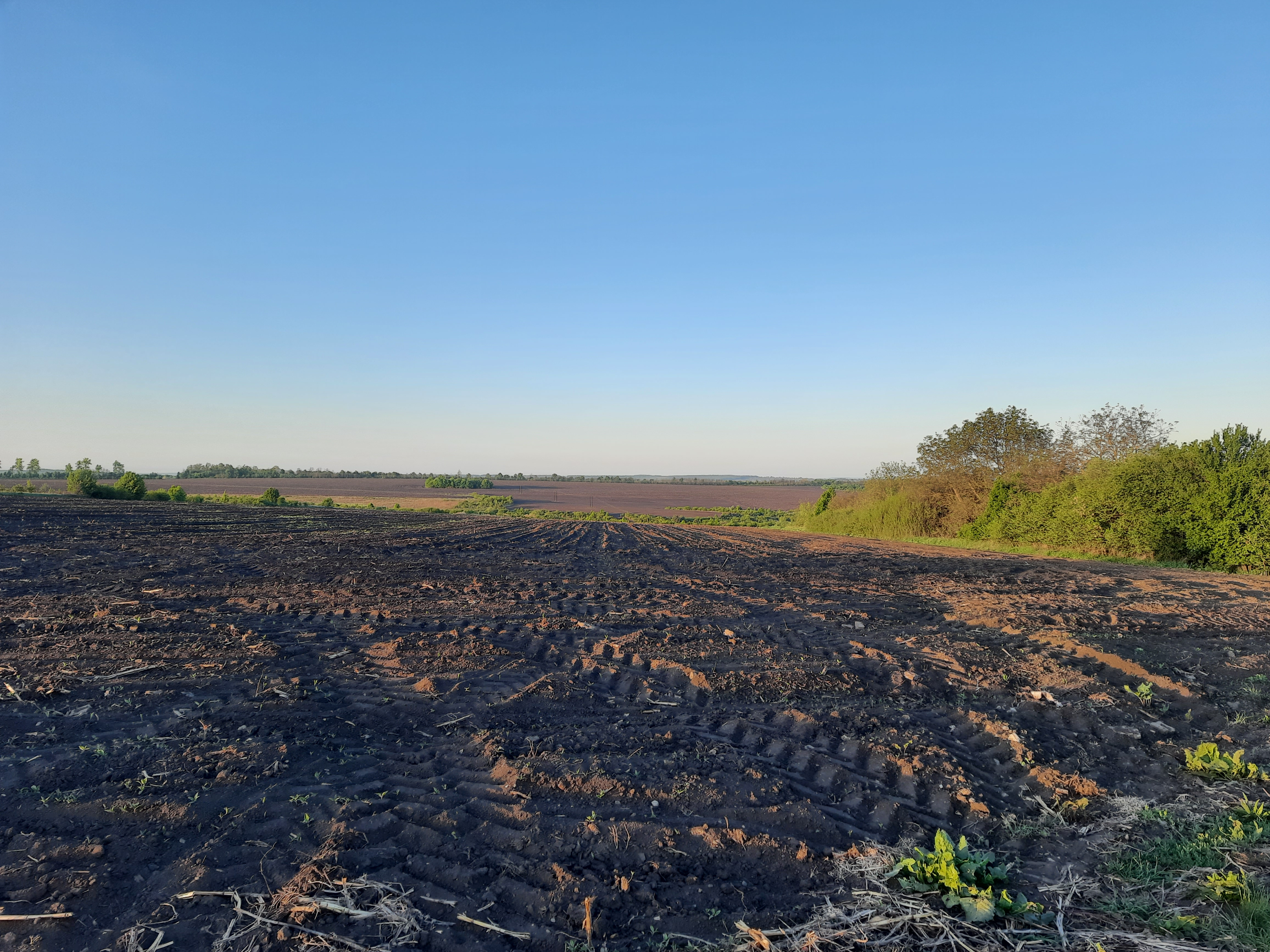
Краєвид біля села